# Liste der Monuments historiques in Avize
Die Liste der Monuments historiques in Avize führt die Monuments historiques in der französischen Gemeinde Avize auf.

## Liste der Immobilien
| Bezeichnung           | Beschreibung                                           | Standort                     | Kennzeichnung | Schutzstatus | Datum | Bild           |
| --------------------- | ------------------------------------------------------ | ---------------------------- | ------------- | ------------ | ----- | -------------- |
| Menhir de Haute-Borne | jungsteinzeitlich; Grenzmarkierung zu Cramant und Oiry | nordöstlich des Ortes (Lage) | PA00078578    | Classé       | 1889  | weitere Bilder |
| Brunnen               | Sandstein, 1886, Entwurf Alexandre Bigot               | 59 rue Ernest-Vallé (Lage)   | PA00078577    | Classé       | 1961  |                |

## Liste der Objekte
| Bezeichnung                          | Beschreibung                                                  | Standort                        | Kennzeichnung | Schutzstatus | Datum | Bild |
| ------------------------------------ | ------------------------------------------------------------- | ------------------------------- | ------------- | ------------ | ----- | ---- |
| Prozessionsstab Heiliger Vinzenz     | Holz, 18. Jahrhundert                                         | in der Kirche St-Nicolas (Lage) | PM51003062    | Inscrit      | 1980  |      |
| Gemälde Mariä Himmelfahrt            | Ölfarbe auf Leinwand, 17. Jahrhundert                         | in der Kirche St-Nicolas (Lage) | PM51000055    | Classé       | 1981  |      |
| Prozessionsstab Madonna              | Holz, 18. Jahrhundert                                         | in der Kirche St-Nicolas (Lage) | PM51003061    | Inscrit      | 1980  |      |
| Gemälde Der Zinsgroschen             | Ölfarbe auf Leinwand, um 1610, Orazio Borgianni zugeschrieben | in der Kirche St-Nicolas (Lage) | PM51001728    | Classé       | 2002  |      |
| Kommuniontisch                       | Schmiedeeisen, 18. Jahrhundert                                | in der Kirche St-Nicolas (Lage) | PM51000056    | Classé       | 1981  |      |
| Chorgestühl                          | Holz, 18. Jahrhundert; aus der Abtei Argensolles in Moslins   | in der Kirche St-Nicolas (Lage) | PM51003408    | Inscrit      | 2001  |      |
| Skulptur eines Bischofs              | Keramik, 19. Jahrhundert                                      | in der Kirche St-Nicolas (Lage) | PM51003060    | Inscrit      | 1980  |      |
| Grabinschrift für Nicolas Haulthomme | Stein, bezeichnet 1605                                        | in der Kirche St-Nicolas (Lage) | PM51000054    | Classé       | 1952  |      |